# Jednoduchost
Jednoduchost je stav, kdy je něco jednoduché. Něco, co je snadné pochopit nebo vysvětlit, se zdá jednoduché, na rozdíl od něčeho složitého. Alternativně, jak navrhuje Herbert A. Simon, je něco jednoduché nebo složité v závislosti na způsobu, jakým to popíšeme. V některých použitích může označení „jednoduchost“ naznačovat krásu, čistotu nebo jasnost.
Pojem jednoduchosti souvisí s oblastí epistemologie a filozofie vědy (např. v Occamově břitvě ). Náboženství také uvažují o jednoduchosti s pojmy, jako je božská jednoduchost. V životním stylu může jednoduchost znamenat svobodu od nadměrného vlastnictví nebo rozptýlení, jako je jednoduchý životní styl (dobrovolná skromnost).
V české etymologii je původ slova složen od jeden a duch. V tom může být viděna také spirituální dimenze jednoduchosti viz božská jednoduchost, „svatá prostota“ (pokud je něco jednoduché, je to z jednoho ducha, v křesťanství je jen jeden dobrý duch – Duch svatý, oproti tomu složité věci nemusí být z jednoho ducha a proto bývají komplikované).
Všeobecně je „svatá prostota“ chápána jako pokora, která uchovává jednotu ducha a vede člověka k tomu, aby nehledal nic jiného než Boha.